# 久賀理世
久賀 理世（くが りせ、1983年 - ）は、日本の少女小説家。東京都出身。

## 経歴・人物
東京音楽大学器楽科ピアノ演奏家コース卒業。2009年9月に141回コバルト短編小説新人賞に入選後、『始まりの日は空へ落ちる』で2009年度ノベル大賞に入選した。以後、集英社のレーベルで執筆している。

## 作品リスト
- 「みずいろサナギの伝説」（イラスト：SHABON / 『Cobalt』 2009年9月号）
- 「始まりの日は空へ落ちる」（イラスト：紅 / 『Cobalt』 2010年1月号）
- 『紺碧のリアーナ』 シリーズ（イラスト：SHABON / 集英社コバルト文庫）
  - 第1巻 フロレンティアの花嫁 2010年6月
  - 第2巻 恋の仮面舞踏会 2010年10月
  - 第3巻 聖なる鐘は運命を告げる 2011年2月
- 『英国マザーグース物語』（イラスト：あき / 集英社コバルト文庫）
  - 第1巻 婚約は事件の幕開け! 2012年2月
  - 第2巻 新聞広告には罠がある!? 2012年6月
  - 第3巻 哀しみのロイヤル・ウエディング 2012年10月
  - 第4巻 裏切りの貴公子 2013年2月
  - 第5巻 聖夜に捧ぐ鎮魂歌 2013年6月
  - 第6巻 花咲けるきみと永久の歌 2013年7月
- 『倫敦千夜一夜物語』（イラスト：sime / 集英社オレンジ文庫）
  - 第1巻 あなたの一冊、お貸しします。 2015年3月
  - 第2巻 ふたりの城の夢のまた夢 2016年4月
- 「ふりむけばそこにいる 奇譚蒐集家 小泉八雲」（講談社タイガ、2018年4月）
- 『王女の遺言』（イラスト：ねぎしきょうこ / 集英社オレンジ文庫）
  - 第1巻 ガーランド王国秘話 2021年1月